# Razines
Razines är en kommun i departementet Indre-et-Loire i regionen Centre-Val de Loire i de centrala delarna av Frankrike. Kommunen ligger i kantonen Richelieu som tillhör arrondissementet Chinon. År 2022 hade Razines 221 invånare.

## Befolkningsutveckling
Antalet invånare i kommunen Razines
Referens:INSEE